# Pilsdon Pen
Pilsdon Pen är en kulle i Storbritannien.   Den ligger i kommunen Dorset och riksdelen England, i den södra delen av landet, 210 km väster om huvudstaden London. Toppen på Pilsdon Pen är 270 meter över havet, eller 140 meter över den omgivande terrängen. Bredden vid basen är 7,5 km.
Terrängen runt Pilsdon Pen är platt norrut, men söderut är den kuperad. Runt Pilsdon Pen är det ganska tätbefolkat, med 86 invånare per kvadratkilometer. Närmaste större samhälle är Crewkerne, 8,8 km norr om Pilsdon Pen. Trakten runt Pilsdon Pen består i huvudsak av gräsmarker.